# Cociuba, Arad
Cociuba este un sat în comuna Dieci din județul Arad, Crișana, România.

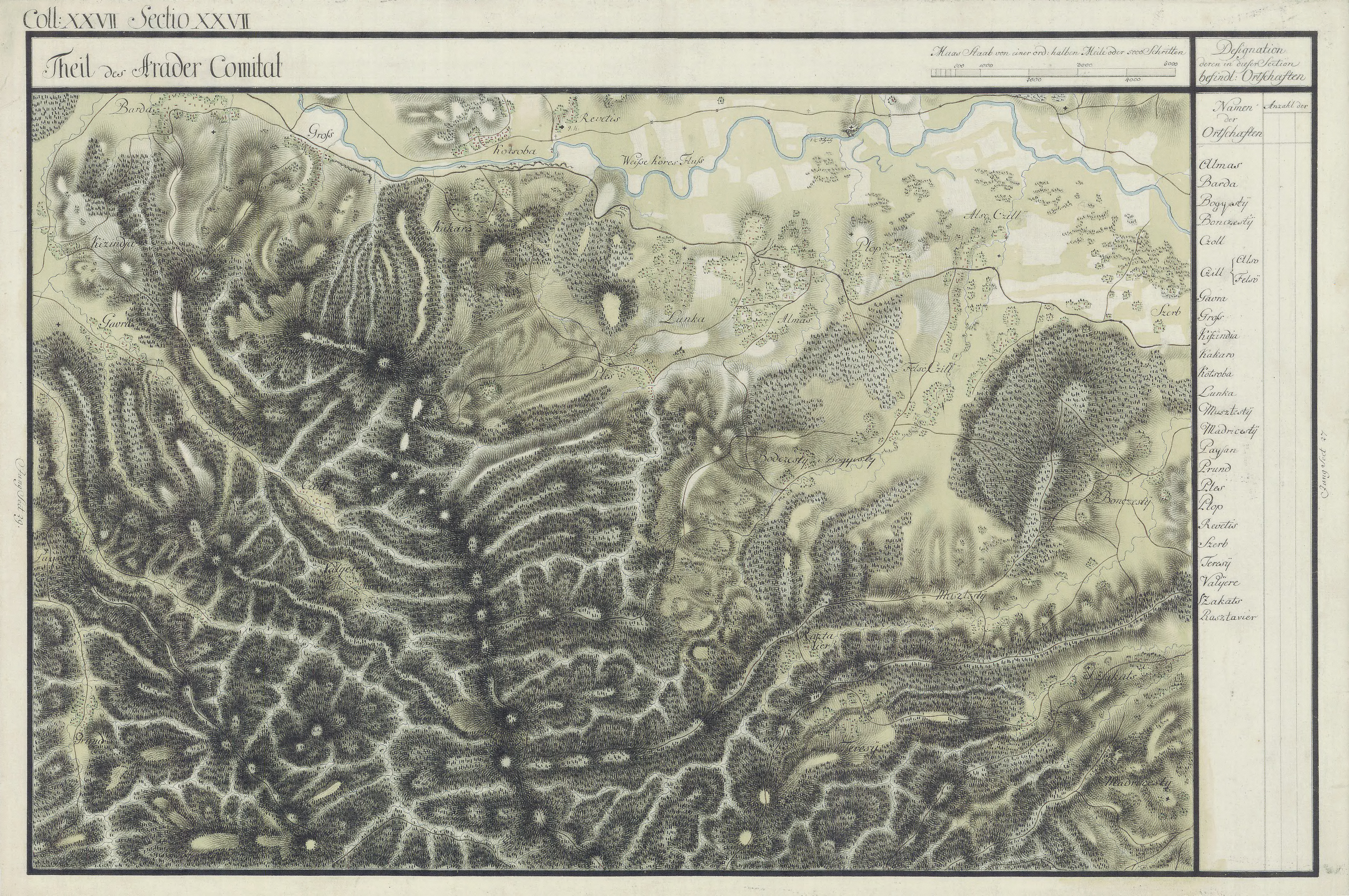
Cociuba în Harta Iosefină a Comitatului Arad, 1782-85